# Piloto automático
Un piloto automático es un sistema mecánico, eléctrico o hidráulico usado para guiar un vehículo sin la ayuda de un ser humano. El término se usa mayoritariamente para aludir al de un avión, pero también existen para barcos y automóviles.

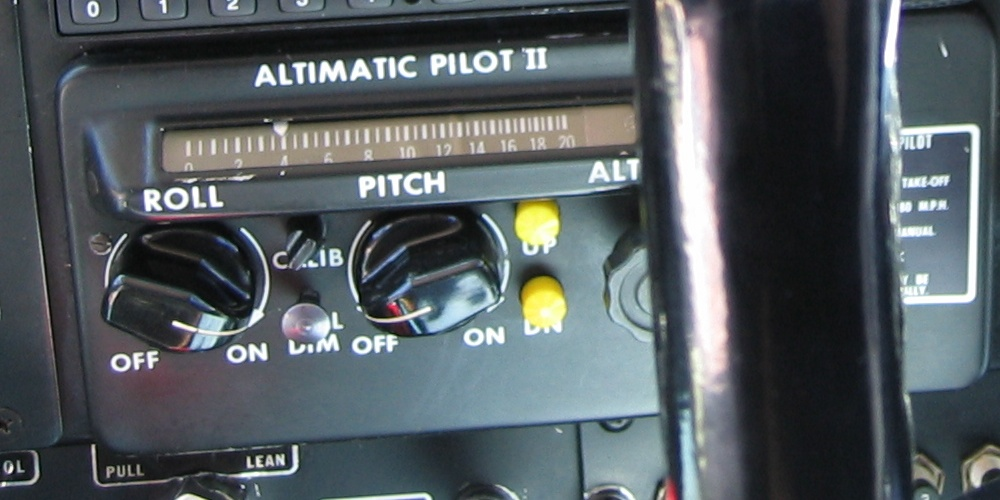
Piloto automático de una Piper PA-24 Comanche, con los controles de alabeo (roll), cabeceo (pitch) y altitud deseada (Alt)

## Modelos antiguos
En los primeros días del transporte aéreo, las aeronaves exigían al piloto una atención continua para poder volar de forma segura. Esto creaba una exigencia muy alta de atención a la tripulación y mucha fatiga. El piloto automático se diseñó para llevar a cabo algunas de las tareas del piloto y aliviar esta situación.
El primer piloto automático de una aeronave fue desarrollado en 1912 por Sperry Corporation. Lawrence Sperry (hijo del famoso inventor Elmer Sperry) lo mostró dos años más tarde, en 1914, y demostró la credibilidad de su invento haciendo volar el avión mientras mantenía sus manos en alto.
El piloto automático conectaba un indicador de altitud giroscópico y una brújula magnética al timón, elevador y alerones operados hidráulicamente. Esto permitía que el avión volase recto y nivelado respecto a una dirección de la brújula sin la atención del piloto, cubriendo así más del 80% del trabajo total de un piloto en un vuelo típico. Este tipo de piloto automático sigue siendo el más común, menos caro y más fiable. También presenta el menor error de pilotaje, al tener los controles más simples.
A principios de los años 1920 el petrolero de la Standard Oil J.A Moffet fue el primer buque en usar piloto automático.
El vuelo más famoso que se hizo posible gracias al piloto automático fue el que hizo alrededor del mundo Wiley Post en 1933 en 7 días, y 19 horas, solo a bordo, mejorando en 21 horas el que había hecho dos años atrás con su navegante Harold Gatty a bordo del mismo aparato, el Lockheed Vega "Winnie Mae". Además del piloto automático, Sperry llevaba un ADF, localizador radiomagnético, que entonces estaba en sus inicios.

## Pilotos automáticos modernos
Un vuelo está dividido en las fases rodaje, despegue, ascenso, crucero, descenso, aproximación y aterrizaje. Todos estos procesos excepto el de rodaje y despegue pueden ser automatizados. Durante el rodaje no existe ningún tipo de automatización mientras que durante el despegue únicamente se puede activar el "Autothrottle", la gestión de potencia automática. En condiciones de baja visibilidad el piloto automático de la mayoría de aeronaves comerciales modernas es capaz de aterrizar en la pista (siempre que esta esté preparada para ello) y controlar la desviación horizontal y vertical con la pista, es decir, mantenerla en el centro de la pista en la senda de planeo hasta la desactivación del piloto automático y la toma de control por parte de la tripulación. Los pilotos automáticos tienen la capacidad de volar aproximaciones enteras controlando la razón de descenso del avión (o vario) y su posición horizontal de manera automática mediante una aproximación ILS, sistema de aterrizaje instrumental. El piloto automático suele ser un componente integral de un sistema de gestión de vuelo.
Los pilotos automáticos modernos usan sistemas informáticos para controlar la aeronave. El sistema de navegación calcula la posición actual de la aeronave y envía estos datos al sistema de gestión de vuelo que envía las correcciones pertinentes de rumbo, y altitud, entre otros, al piloto automático, que hace actuar las superficies de vuelo del aparato. En un sistema de este tipo, además de los controles de vuelo clásicos, muchas aeronaves incorporan la capacidad de gestionar el empuje mediante el autothrottle, para controlar el flujo de combustible de los motores y optimizar la velocidad de crucero, descenso y ascenso.
El piloto automático lee la localización y posición de la aeronave de un sistema de guía inercial. Estos sistemas acumulan errores con el tiempo, por lo que incorporan sistemas de reducción de error, como el sistema carrusel que gira una vez por minuto de forma que los errores se disipen en diferentes direcciones y tengan un efecto global nulo. El error en los giróscopos se conoce como deriva y se debe a las propiedades físicas del sistema, ya sea mecánico o guiado por láser, que corrompen los datos de posición. Las diferencias entre los dos se resuelven con la ayuda del procesamiento digital de señales, normalmente con un filtro de Kalman hexadimensional. Las seis dimensiones suelen ser balanceo (roll), inclinación (pitch), orientación (yaw), altitud, latitud y longitud. La aeronave puede volar rutas que tienen un factor de rendimiento exigido, por lo que la cantidad de error o factor de rendimiento real debe ser monitorizado para poder volver dichas rutas particulares. Cuanto más largo sea el vuelo mayor será el error acumulado en el sistema. Las ayudas de radio, tales como DME, actualizaciones DME y GPS, pueden usarse para corregir la posición de la aeronave. Las unidades de referencia inercial, por ejemplo giróscopos, son la base del cálculo de localización a bordo (ya que el GPS y otros sistemas de radio depende de un tercero que proporcione información). Dichas unidades son totalmente autocontenidas y usan la gravedad y la rotación terrestre para determinar su posición inicial. Entonces miden la aceleración para calcular dónde están en relación con donde empezaron. A partir de la aceleración puede calcularse la velocidad y de ésta la distancia. En cuanto se sabe la dirección (gracias a acelerómetros), las unidades de referencia inercial pueden determinar dónde están (con ayuda de software adecuado).

## Categorías de aterrizaje de pilotos automáticos para aviación
Los aterrizajes asistidos por instrumentos están clasificados en categorías por la OACI, dependiendo del nivel de visibilidad exigido y el grado en el que el aterrizaje puede ser realizado automáticamente sin ayuda del piloto.
- CAT I: Esta categoría permite al piloto aterrizar con un altitud de decisión (donde el piloto, en función de si tiene referencias de la pista, ya sea la pista en sí o el sistema de luces de aproximación, decide si se continúa con la aproximación o se ejecuta una aproximación frustrada) de 200 pies y una visibilidad de 2400 pies. Los pilotos automáticos simples son suficientes.
- CAT II: Esta categoría permite al piloto aterrizar con un altitud de decisión de 100 pies y una visibilidad de 1200 pies. Los pilotos automáticos tienen una exigencia de fallo pasivo.
- CAT IIIa: El piloto automático es capaz de realizar un aterrizaje con altitud de decisión menor de 100 pies, pudiendo incluso ser inexistente (sin Altitud de decisión). El piloto toma el mando al tocar tierra. La tasa de error del sistema automático debe ser menor de una millonésima. El Alcance Visual en la pista o "RVR" no será nunca inferior a 200 metros.
- CAT IIIb: Igual que la IIIa. RVR mínimo inferior a 200m pero nunca inferior a 50m.
- CAT IIIc: Igual que la IIIb. Son los llamados aterrizajes cero-cero. Cero visibilidad horizontal (RVR) y cero visibilidad vertical. El avión es capaz de mantenerse alineado con la pista durante la deceleración después de la toma. Bajo la legislación JAR nunca se aterriza en estas condiciones meteorológicas, a pesar de que el avión pueda aterrizar sin referencias externas, la fase de rodaje a la terminal siempre se realiza de forma visual o con la asistencia de un señalero. Sin visibilidad es imposible guiarse por las luces de las calles de rodadura o ver el vehículo del señalero, pero en EE. UU. en aviones bajo legislación FAR con equipamiento y tripulación habilitada es posible en aeropuertos que dispongan de radares doppler de control de movimiento de superficie o con calles de rodadura balizadas electrónicamente.